# Миливоје Пејчић
Миливоје Б. Пејчић (Горњи Стрижевац, 1948 – Грнчар, 2009) је био редовни професор , филозофије, Електронског факултета у Нишу и писац. 

## Биографија
Рођен у Горњем Стрижевцу код Бабушнице. Дипломирао је на на групи за филозофију Филозофског факултета у Скопљу. Докторску дисертацију „Маркузеово утемељење критичког става“ одбранио је 1986. године на Универзитету у Нишу. Умро је 2009. године у селу Грнчар код Бабушнице.

## Писац
Аутор је већег броја чланака из области филозофије и социологије објављеним у разним часописима и зборницима. 
Написао је књиге: 
- Удеси, песме (Просвета, Ниш, 1990),
- Увод у филозофију науке (Центар 018, Ниш, 1992),
- Техника и култура (Просвета, Ниш, 1998), Димнина, песме (Апостроф, Београд, 2002).

Коаутор је (са проф. др Симком Делетић) уџбеника: 
- Друштво и одрживи развој (Електронски факултет, Ниш, 2007) и
- Пословне комуникације (Универзитет у Нишу, Електронски факултет, Ниш, 2008).